# Teodard de Narbona
Teodard de Narbona, o Sant Audard (Montalban, ca. 840 - Narbona, 1 de maig de ca. 893) fou bisbe de Narbona. És venerat com a sant al si de l'església catòlica.
Va néixer a Montauban, potser al si d'una família noble. Va estudiar de jove i després va abraçar la vida religiosa i fou sotsdiaca al concili de Tolosa. Més tard fou secretari del bisbe de Narbona Sigebod (973-855) i va ser elevat a ardiaca; fou encarregat de diverses missions. Fou consagrat com a bisbe el 15 d'agost del 885, en morir Sigebod. L'any següent, a Roma, el papa Esteve VI li va atorgar el pal·li de bisbe.
Va intentar protegir i restaurar la diòcesi devastada pels atacs dels sarraïns, però aquestos van seguir fent expedicions i emportant-se presoners. Va restaurar la catedral de la ciutat i va alliberar cristians captius. Morí a Narbona cap al 893.
En morir, va ésser sebollit a l'abadia benedictina de Sant Martí, prop de Montalban, després reanomenada en honor seu (Saint Théodard). Les seves relíquies van ésser profanades i dispersades pels hugonots, i només van quedar-ne algunes de petites.